# John Wilson (scrittore)

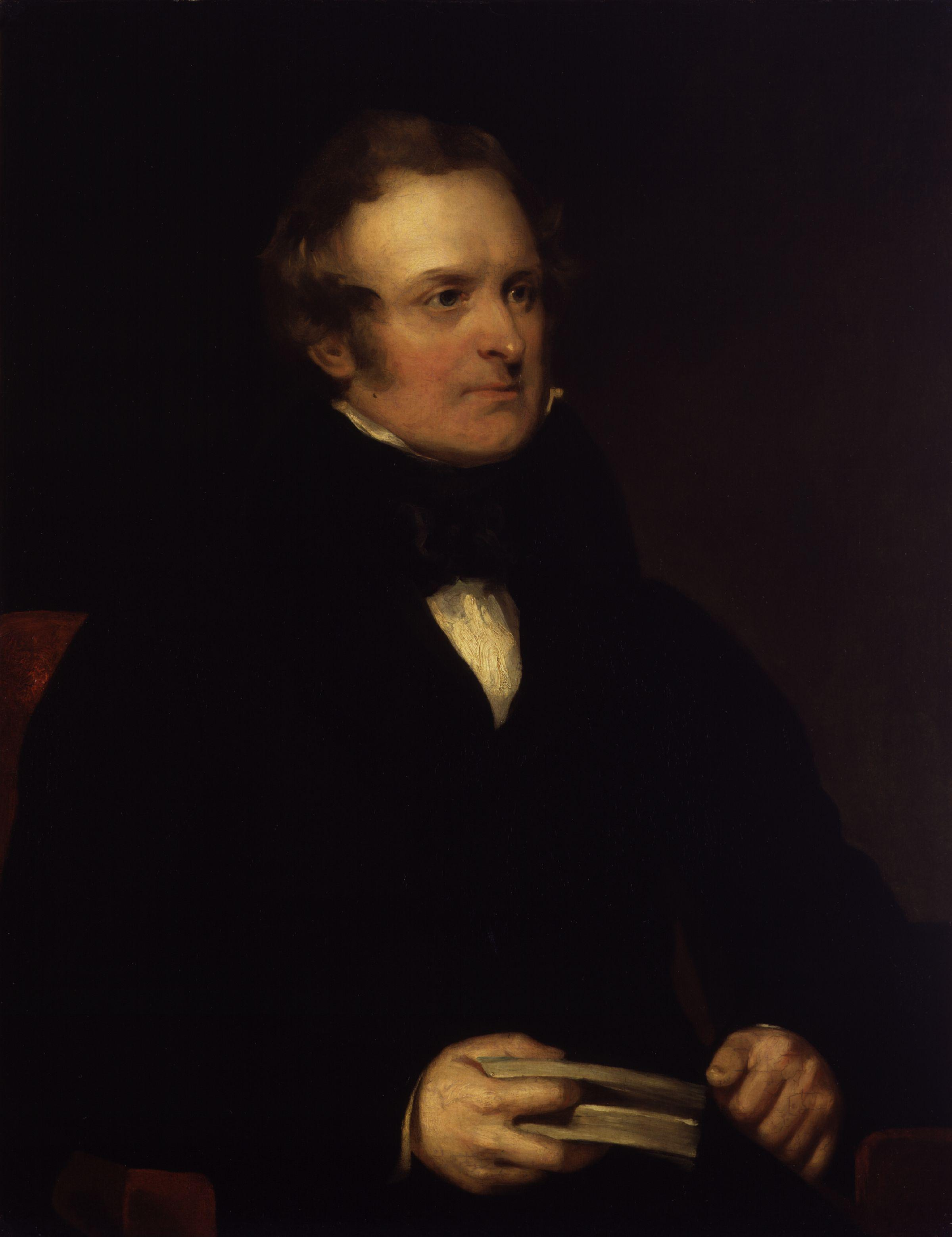
Sir John Watson-Gordon

John Wilson (Paisley, 18 maggio 1785 – Edimburgo, 3 aprile 1854) è stato un avvocato, critico letterario e scrittore scozzese, l'autore più frequentemente identificato con lo pseudonimo di Christopher North del Blackwood's Magazine. Fu professore di Filosofia morale presso l'Università di Edimburgo (1820-1851).